# West-Cappel
West-Cappel är en kommun i departementet Nord i regionen Hauts-de-France i norra Frankrike. Kommunen ligger i kantonen Bergues som tillhör arrondissementet Dunkerque. År 2022 hade West-Cappel 640 invånare.

## Befolkningsutveckling
Antalet invånare i kommunen West-Cappel
| Referens: INSEE |